# Cymbiapophysa homeroi
Espèce
Cymbiapophysa homeroi est une espèce d'araignées mygalomorphes de la famille des Theraphosidae.

## Distribution
Cette espèce est endémique de la province de Santo Domingo de los Tsáchilas en Équateur,. Elle se rencontre vers San José de Alluriquín.

## Description
Le mâle holotype mesure 24,75 mm.

## Systématique et taxinomie
Cette espèce a été décrite par Peñaherrera-R. en 2023.

## Étymologie
Cette espèce est nommée en l'honneur de Homero Giovanni Peñaherrera Zavala.

## Publication originale
- Peñaherrera-R., 2023 : « Increasing knowledge of Cymbiapophysa Gabriel & Sherwood, 2020 (Araneae, Theraphosidae): general distribution, key to species, and three new species from Ecuador. » ZooKeys, vol. 1178, p. 17-38 (texte intégral).